# Arnold Vosloo
Arnold Vosloo (Pretoria, JAR, 16. lipnja 1962.) je južnoafrički glumac poznat po ulogama svećenika Imhotepa u filmovima Mumija i Mumijin povratak, superheroja Darkmana te južnoafričkog plaćenika, pukovnika Coetzeea u filmu Krvavi dijamant. U televizijskoj seriji 24 tumačio je bliskoistočnog terorista Habiba Marwana.

## Biografija

### Počeci
Vosloo je rođen u Pretoriji te dolazi iz glumačke obitelji (Johan J. Daniel Vosloo i Johanna Petronella Vorster Vosloo). Živio je u Despatchu a od braće je imao sestru Nadiu. Arnoldov glumački talent je otkriven veoma rano, tokom školskih priredbi. Nakon srednje škole i odsluženja vojnog roka (gdje je otpušten zbog zdravstvenih razloga upisao je studij drame na Pretoria Technikonu.

### Karijera
Arnold Vosloo je glumačku karijeru započeo u južnoafričkom kazalištu gdje je osvojio nekoliko Dalro nagrada zbog svojih izvedbi Don Juana, Hamleta i drugih te je ubrzo postao članom pretorijskog narodnog kazališta. Glumio je u Torch Song Trilogy te je osvojio nagradu za glumu u TV showu Meisie van Suid-Wes (hrv. Djevojka s jugozapada Afrike).
Glumac je svoj prvi filmski nastup imao 1984. u filmu Boetie gaan Border toe (hrv. Mali brat ide do granice), komediji o pograničnom ratu. Film je nagrađen Dalro nagradom. Dolaskom u SAD, Vosloo najprije počinje glumiti u kazalištima Chicago Northlight Theatre i NY Circle In The Square Uptown gdje je nakratko glumio i s Al Pacinom.
Svoj debi na američkom filmu imao je 1992. u filmu 1492: Conquest of Paradise. Nakon što je Liam Neeson glumio Darkmana u prvom filmu, Vosloo je istoimenog filmskog junaka tumačio u drugomk i trećem nastavku. U akcijskom filmu Teška meta kojeg je režirao John Woo tumačio je ulogu negativca zajedno s Lanceom Hendriksenom i Jean-Claude Van Dammeom. 1999. pojavio se u naslovnoj ulozi filma Mumija (zajedno s Brandonom Fraserom) kao i u nastavku iz 2001. U oba filma tumačio je Imhotepa, vrhovnog egipatskog svećenika i glavnog antagonista. Ulogu glavnog negativca Francoisa Molayja imao je u dječjoj komediji Agent Cody Banks.
Nakon što je 2004. objavljen treći film iz trilogije Mumija, Vosloo i Brandon Fraser su otvorili i promovirali tematske parkove inspirirane filmom koje je izgradio Universal Studio u Hollywoodu i floridskom Orlandu.
Uz svoju filmsku karijeru Arnold Vosloo je imao i gostujuće uloge u serijama kao što su Dnevnik crvene cipele, American Gothic, Nash Bridges, Charmed, Alias i NCIS. U seriji Veritas: The Quest je tumačio jednu od glavnih uloga kao i u četvrtoj sezoni serije 24 glumeći terorističkog vođu Habiba Marwana. Vosloo se pojavio i u tri epizode serije Chuck glumeći agenta Vincenta.
2004. glumac se vratio u domovinu gdje je snimio film Forgiveness o bivšem policajcu koji traži obitelj bivšeg aktiviste protiv apartheida kojeg je ubio.
Jedna od posljednjih većih filmskih uloga glumca bila je ona gdje je tumačio južnoafričkog plaćenika, pukovnika Coetzeea u filmu Krvavi dijamant iz 2006. Arnold Vosloo je glumio zajedno s Leonardom DiCapriom a film je sniman u JAR-u i Liberiji.
Od ostalih aktivnosti, Vosloo je dao glas glavnom junaku video-igre Boiling Point: Road to Hell koju je u ljeto 2005. izdao Atari.

### Privatni život
Arnold Vosloo je postao naturaliziranim američki državljaninom 1988. nakon što se oženio s glumicom Nancy Mulford s kojom je zajedno glumio. Par se rastao tri godine kasnije. 16. listopada 1998. glumac se ponovno oženio s Olivijom Ahí, Amerikankom meksičkog podrijetla iz južne Kalifornije. Glumac i njegova supruga su borci za životinjska prava i predstavnici IFAW-a, Međunarodnog fonda za dobrobit životinja.

## Filmografija
| Godina | Film                                       | Hrv. prijevod               | Uloga                          | Bilješke |
| ------ | ------------------------------------------ | --------------------------- | ------------------------------ | --- |
| 1983.  | Funny People II                            | Smiješni ljudi II           | tumači samog sebe              | Vosloo je "žrtva" skrivene kamere. |
| 1984.  | Boetie gaan border toe                     | Mali brat ide do granice    | Boetie                         | |
| 1985.  | Morenga                                    | Morenga                     | Schiller                       | |
| 1987.  | Skeleton Coast                             | ???                         | Blade                          | |
| 1987.  | Saturday Night at the Palace               | Subotnja noć u palači       | Dougie                         | |
| 1987.  | Steel Dawn                                 | ???                         | Makker                         | |
| 1988.  | Act of Piracy                              | ???                         | Sean Stevens                   | |
| 1988.  | Gor                                        | ???                         | Norman                         | |
| 1989.  | Reason to Die                              | Razlog za umrijeti          | Wilson                         | |
| 1989.  | The Revenger                               | ???                         | Mackie                         | |
| 1990.  | Circles in a Forest                        | ???                         | Saul                           | |
| 1990.  | Living to Die                              | ???                         | Jimmy                          | |
| 1990.  | The Rutanga Tapes                          | ???                         | Assad                          | |
| 1990.  | Buried Alive                               | Spaljen živ                 | Ken Wade                       | |
| 1992.  | The Finishing Touch                        | ???                         | Mikael Gant                    | |
| 1992.  | 1492: Conquest of Paradise                 | ???                         | Guevara                        | |
| 1993.  | Red Shoe Diaries 2: Double Dare            | ???                         | Bill                           | |
| 1993.  | Hard Target                                | Teška meta                  | Pick van Cleaf                 | |
| 1994.  | Darkman II: The Return of Durant           | Darkman 2: Povratak Duranta | Darkman Dr. Peyton Westlake    | |
| 1995.  | American Gothic                            | ???                         | Rafael Santo                   | Igrana serija; gostujuća uloga u epizodi "A Tree Grows in Trinity".                                                                      |
| 1995.  | Fallen Angels                              | ???                         | MacMan                         | Igrana serija; gostujuća uloga u epizodi "Fly Paper".                                                                                    |
| 1996.  | Nash Bridges                               | ???                         | Alex Abe                       | Igrana serija; gostujuća uloga u epizodi "Genesis".                                                                                      |
| 1996.  | Darkman III: Die, Darkman, Die             | Darkman 3: Umri Darkmane    | Darkman Dr. Peyton Westlake    | |
| 1997.  | Zeus and Roxanne                           | Zeus i Roxanne              | Claude Carver                  | |
| 1998.  | Rough Draft                                | ???                         | Stefan                         | |
| 1998.  | Progeny                                    | ???                         | Dr. Craig Burton               | |
| 1999.  | Strange World                              | ???                         | čovjek s tamnom kosom          | Igrana serija; gostujuća uloga u epizodi "Pilot and Spirit Falls".                                                                       |
| 1999.  | The Mummy                                  | Mumija                      | vrhovni svećenik Imhotep       | |
| 2000.  | Charmed                                    | ???                         | Darklighter                    | Igrana serija; gostujuća uloga u epizodi "Murphy's Luck".                                                                                |
| 2001.  | The Red Phone: Manhunt                     | ???                         | Wolf                           | Televizijski film. |
| 2001.  | The Mummy Returns                          | Povratak Mumije             | vrhovni svećenik Imhotep       | |
| 2002.  | Endangered Species                         | ???                         | Warden                         | |
| 2002.  | Con Express                                | ???                         | Anton Simeonov                 | |
| 2002.  | Warrior Angels                             | ???                         | Luke                           | |
| 2002.  | Global Effect                              | Globalni efekt              | Dr. Richard Hume               | |
| 2003.  | Veritas: The Quest                         | ???                         | Vincent Siminou                | TV serija. |
| 2003.  | Agent Cody Banks                           | Agent Cody Banks            | Francois Molay                 | |
| 2003.  | The Red Phone: Checkmate                   | ???                         | Wolf                           | Televizijski film. |
| 2004.  | Alias                                      | Alias                       | Mr. Zisman                     | Igrana serija; gostujuća uloga u epizodi "Crossings".                                                                                    |
| 2004.  | Meltdown                                   | ???                         | Khalid Sands                   | Televizijski film. |
| 2004.  | Forgiveness                                | ???                         | Tertius Coetzee                | |
| 2005.  | 24                                         | 24                          | Habib Marwan                   | Igrana serija; jedna od glavnih uloga u 4. sezoni.                                                                                       |
| 2005.  | Im Auftrag des Vatikans (Death Train)      | ???                         | Lennart                        | Televizijski film. |
| 2006.  | Blood Diamond                              | Krvavi dijamant             | pukovnik Coetzee               | |
| 2007.  | Living & Dying                             | ???                         | detektiv Rick Devlin           | |
| 2007.  | Shark                                      | ???                         | Andre Zitofsky                 | Televizijska serija; gostujuća uloga u epizodi "Gangster Movies".                                                                        |
| 2008.  | Odysseus and the Isle of the Mists         | ???                         | Odisej                         | |
| 2008.  | Shark                                      | ???                         | Andre Zitofsky                 | Televizijska serija; gostujuća uloga u epizodi "Gangster Movies".                                                                        |
| 2009.  | Chuck                                      | Chuck                       | Vincent                        | Televizijska serija; gostujuća uloga u epizodama "Chuck Versus the Predator," "Chuck Versus the Dream Job" i "Chuck Versus the Colonel". |
| 2009.  | Fire and Ice: The Dragon Chronicles        | ???                         | kralj Augustin                 | |
| 2009.  | NCIS                                       | ???                         | Amit Hadar (pripadnik Mossada) | Televizijska serija; gostujuća uloga u epizodama "Aliyah" i "Enemies Foreign".                                                           |
| 2009.  | G.I. Joe: The Rise of Cobra                | ???                         | Zartan                         | |
| 2011.  | Vanilla Gorilla                            | ???                         | ???                            | Obiteljski film. |
| 2011.  | The Precious One                           | ???                         | Kevin Stent                    | Drama temeljena na istinitim događajima.                                                                                                 |
| 2011.  | Four Saints                                | Četiri sveca                | Baron de T’Serclaes            | |
| 2011.  | BONES                                      | Kosti                       | Jacob Ripkin Broadsky          | Televizijska serija; gostujuća uloga u dvije epizode.                                                                                    |
| 2011.  | Superman/Shazam!: The Return of Black Adam | ???                         | Black Adam                     | Animirani film. |
| 2011.  | Young Justice                              | ???                         | Kobra                          | |

## Vanjske poveznice
- Profil glumca na IMDB.com
- Arnold Vosloo Tibute